# TV8 (Italien)
TV8 ist ein italienischer Unterhaltungssender.

## Geschichte
Der Sender wurde am 2. April 1984 als Videomusic von Pier Luigi Stefani und Marialina Marcucci gegründet. Am 1. Juni 1996 starteten sie als TMC 2 wieder, wurden aber am 1. Mai 2001 geschlossen, nachdem MTV Italien seine Frequenzen übernommen hatte. Später, am 12. Dezember 2006, ersetzte ein neuer Kanal den eingestellten TMC 2 und wurde zu Sky Show. Der Sender wurde am 21. April 2009 geschlossen, als Sky Vivo als Sky Uno neu gestartet wurde. Im Jahr 2015 wurde das ehemalige Sky Show mit Hilfe von Ernesto Mauri als MTV.it wiederbelebt. Am 18. Februar 2016 wurde der Kanal in TV8 umbenannt.

## Eigentümer
Von 2013 bis 1. August 2015 besaß Viacom 100 % des Senders. Am 1. August 2015 verkaufte Viacom den Sender MTV Italia an Sky Italia. Viacom blieb im italienischen Markt mit den Sendern MTV Music Italia (auch im DVB-T), MTV Next, Comedy Central, Nickelodeon und Nick Jr aktiv.